# ریگوز

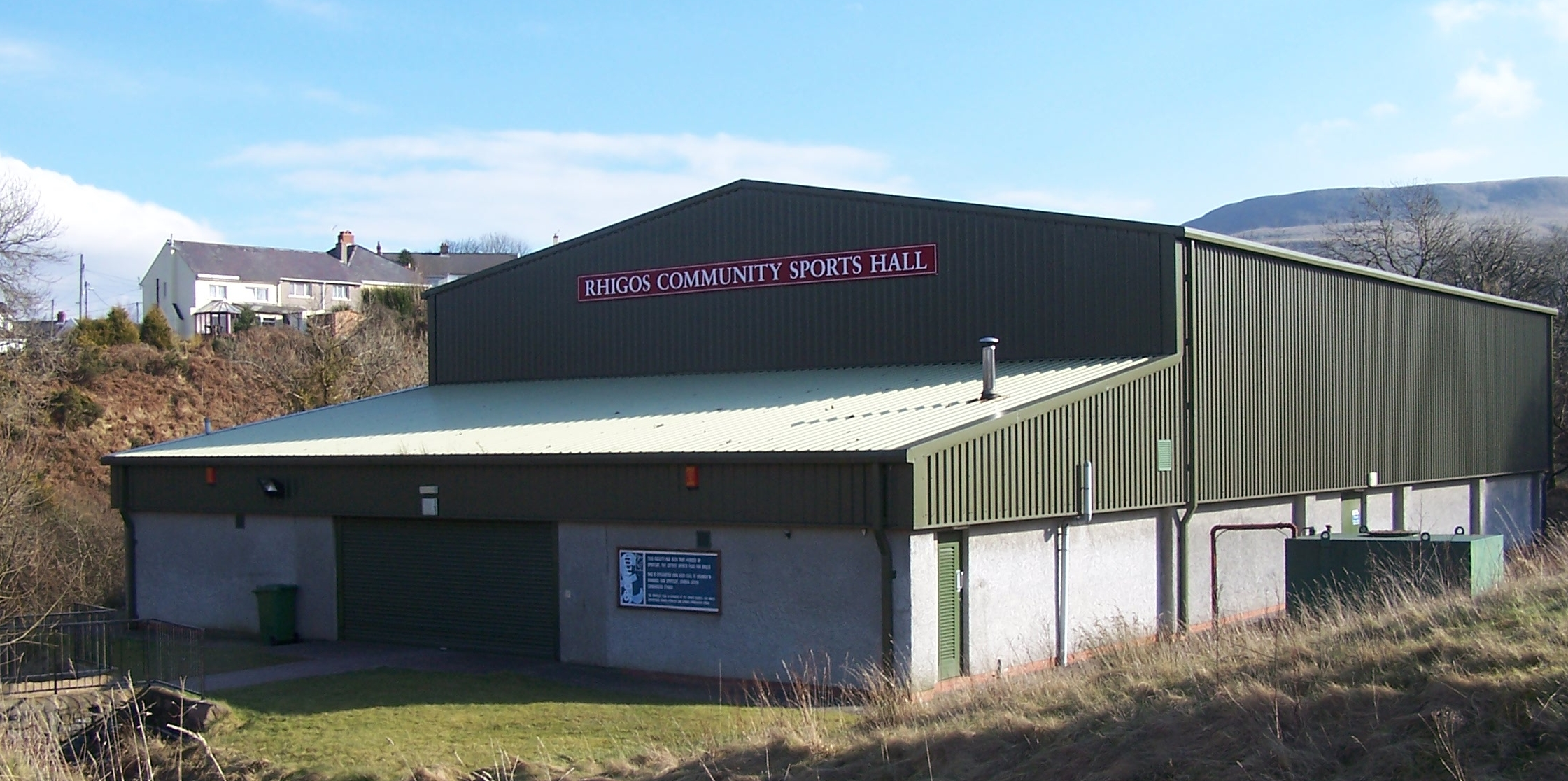
سالن ورزشی ریگوز

ریگوز (انگلیسی: Rhigos) روستایی در شهرستان مستقل روندا کنون تاو در جنوب ولز در بریتانیا است. این روستا در حدود ۷ مایل (۱۱ کیلومتر) از مرکز شهر ابردیر و ۲ کیلومتر (۳٫۲ کیلومتر) از گلینیث فاصله دارد.